# 圣雅各伯主教座堂 (希贝尼克)
圣雅各伯主教座堂是克罗地亚希贝尼克的天主教主教座堂，供奉载伯德的儿子圣雅各伯，2000年被列为世界遗产。
教堂的建设开始于1402年，但其建设计划早在1298年当希贝尼克成为自治市时就已经开始。实际从事改建旧教堂始于1431年。威尼斯和当地工匠一起工作，兴建这座哥特式建筑。
1441年，市议会将工程交给乔治·达·塞贝尼科。他扩大了主教座堂，包括洗礼池和外墙上的71个小人头雕像。1475到1505年之间，托斯卡纳的尼可罗·伦蒂诺将其建成文艺复兴建筑，完成圆顶，和圣弥额尔，圣雅各伯和圣玛尔谷雕像。
教堂在1555年正式祝圣。
1991年9月，教堂的圆顶被南斯拉夫人民军支持的塞族部队在炮击希贝尼克时严重损坏，但是在几年内就迅速修复。

## 图集

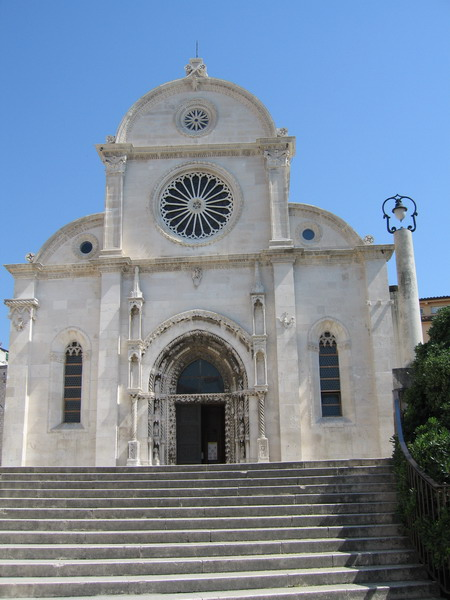
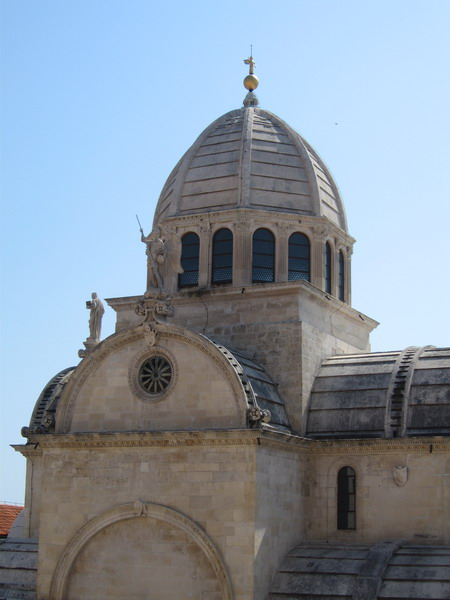
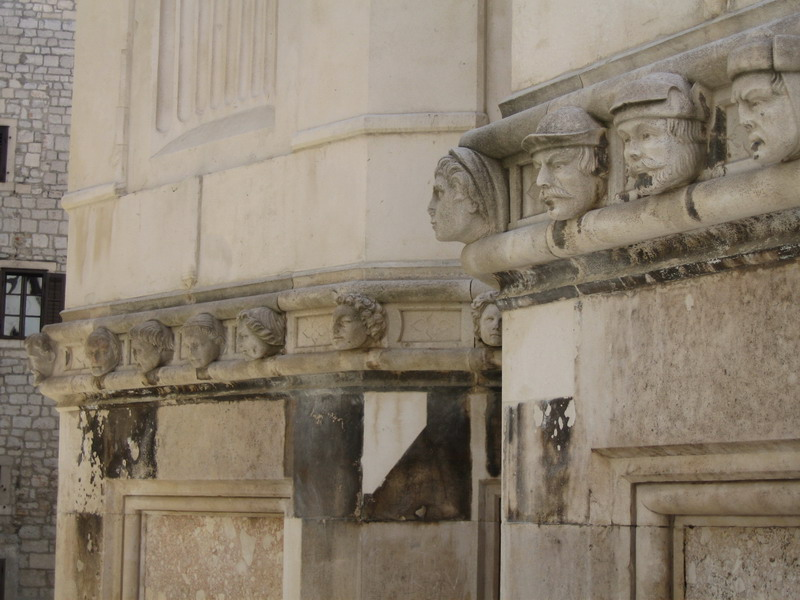
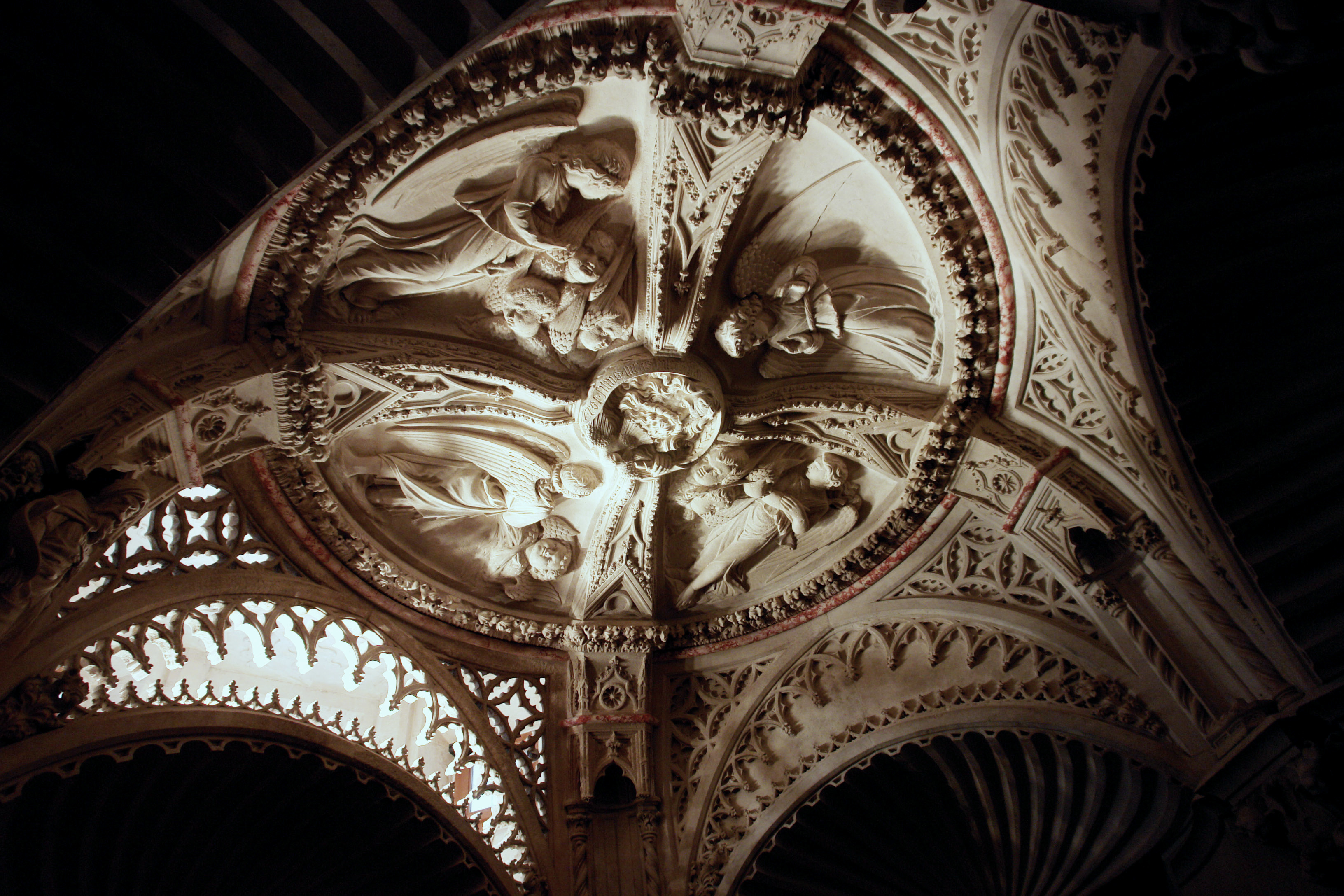
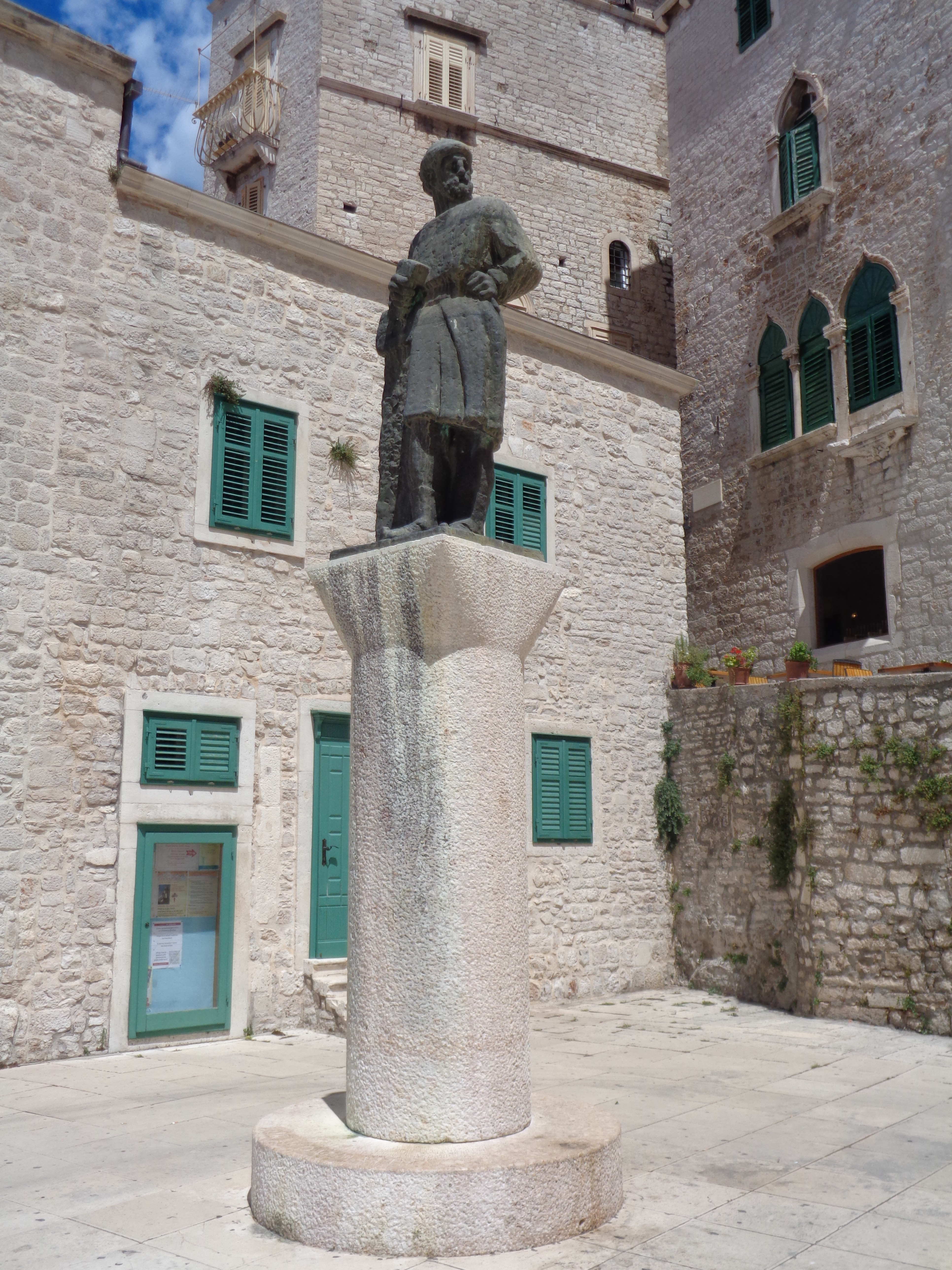